# Јамајска интензивна клиника читања
Јамајска интензивна клиника читања (енгл. Jamaica Intensive Reading Clinic; абревација JIRC) је невладина организација која се налази у Монтегу беју у Јамајци. Организација је основнана 2014. године са циљем промоције образовања међу младима на Јамајци.

## Мисија и активности
Јамајска интензивна клиника је основана у Монтего беју 2014. године од стране Сантане Морис. Мисија организације је да помогне ученицима да савладају читање и промоције образовања и писмености међу младима на Јамајци.
Шаблон:JIRC је организовао три Свеострвска летња кампа читања (All Island Summer Reading Camps) између 2016. и 2018. године који су одржани у свим парохијама Јамајке Циљ кампова је да „искорени малу писменост на Јамајци тако што ће стратешки да учи студенте да читају”.
Друга едиција кампа је одржана између 24. и 28. јула 2017. године и окупила је 1500 деце на 15 локације у 14 парохија, а мото кампа је био „Прелажење преко баријера: Стварање писмених заједница у 21. веку” Програм је обухватио пет главних компоненти писмености - Флуентност, разумевање прочитаног, развој вокабулара, фонемика и фонолошки развој. Специјалисти за описмењавање и директори су били укључени у рад са студентима којима је највише требала помоћ.
Тренутни извршни директор организације је Сантана Морис.